# Rudolf Wedra

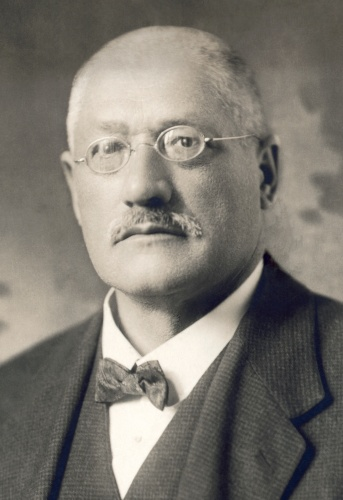
Rudolf Wedra

Rudolf Wedra (* 21. März 1863 in Littau (Litovel), Mähren; † 15. März 1934 in Hanfthal, Niederösterreich) war ein österreichischer Politiker der Deutschnationalen Partei (DnP) und später der Großdeutschen Volkspartei (GdP).

## Ausbildung und Beruf
Nach dem Besuch der Volks- und Unterrealschule besuchte er eine Lehrerbildungsanstalt und wurde später Oberlehrer und Grundbesitzer. Er war auch Weinhändler in Eibesthal und verfasste Broschüren über gewerbliche, landwirtschaftliche und politische Tagesfragen.

## Politische Funktionen
- 1911–1918: Abgeordneter des Abgeordnetenhauses im Reichsrat (XII. Legislaturperiode), Wahlbezirk Österreich unter der Enns 38, Deutscher Nationalverband
- 1918–1919: Mitglied des Provisorischen Landtages von Niederösterreich
- Mitglied des Gemeinderates von Eibesthal

## Politische Mandate
- 21. Oktober 1918 bis 16. Februar 1919: Mitglied der Provisorischen Nationalversammlung, DnP
- 4. März 1919 bis 9. November 1920: Mitglied der Konstituierenden Nationalversammlung, GdP